# Félix Maritaud
Félix Maritaud, né le 12 décembre 1992 à Nevers, est un acteur français.

## Biographie
Parti de chez lui à l'adolescence pour parcourir l'Europe, il s'essaye aux Beaux-Arts, qu'il doit arrêter faute de moyens financiers.  
En 2017, il est découvert dans 120 battements par minute de Robin Campillo, qui lui offre le rôle de Max, l'ami de Sean et Nathan, respectivement interprétés par Nahuel Pérez Biscayart et Arnaud Valois, tout en enchaînant les courts métrages.
En 2018, il est à l'affiche des films Un couteau dans le cœur de Yann Gonzalez, auprès de Vanessa Paradis, et de Sauvage de Camille Vidal-Naquet, pour lequel il obtient le prix Louis Roederer de la révélation de la Semaine de la critique, durant le Festival de Cannes 2018 puis le Valois du meilleur acteur au Festival du film francophone d'Angoulême.
Ouvertement homosexuel, il s'indigne publiquement en 2019 après la découverte de l'existence du jeu « Actif ou passif », version « gay » similaire au jeu « Blanc-manger Coco ».
En février 2020, il joue le rôle du Faune dans le court métrage de 13 minutes La Vita Nuova réalisé par Colin Solal Cardo, écrit par ce dernier et Christine and the Queens. Le court métrage, figurant les six titres de l'EP du même nom de cette artiste, a été tourné sur le toit et dans les locaux de l'Opéra Garnier, en partenariat avec l'Opéra de Paris.

## Filmographie

### Cinéma

#### Longs métrages
- 2017 : 120 battements par minute de Robin Campillo : Max
- 2018 : Sauvage de Camille Vidal-Naquet : Léo
- 2018 : Un couteau dans le cœur de Yann Gonzalez : Thierry
- 2020 : L'Ennemi de Stephan Streker : Pablo Pasarela de la Peña Prieta y Aragon
- 2022 : Tom de Fabienne Berthaud : Samy
- 2022 : You Won't Be Alone de Goran Stolevski : Yovan
- 2023 : Amore mio de Guillaume Gouix : Raphaël
- 2023 : Petites de Julie Lerat-Gersant : Fred
- 2023 : À mon seul désir de Lucie Borleteau : le client à la valise
- 2023 : Solo de Sophie Dupuis : Olivier
- 2024 : Best Secret Place de Caroline Poggi et Jonathan Vinel
- 2024 : Un monde violent de Maxime Caperan : Paul
- 2024 : Le Dossier Maldoror de Fabrice Du Welz : Roberto Santos
- 2025 : Nino dans la nuit de Laurent Micheli

#### Courts et moyens métrages
- 2017 : Les Îles de Yann Gonzalez : un branleur[7]
- 2017 : Les Ardents de Janloup Bernard : Ulysse
- 2017 : Tout seul d'Antoine Laurens : Rémi
- 2017 : Enter de Manuel Billi et Benjamin Bodi : F.
- 2018 : Sacré Cœur d'Antoine Camard : Benoît
- 2018 : Massachusetts de Jordi Perino : Lukas
- 2018 : Je fixais des vertiges de Chloé Bourgès : Anders
- 2018 : Quel joli temps pour jouer ses vingt-ans de Pauline Garcia : Jules
- 2019 : Loin du sud de Janloup Bernard : le chef
- 2019 : La Flame d'Orazio Guarino : le garçon
- 2019 : Lux Aeterna de Gaspar Noé : Félix
- 2020 : De la terreur mes sœurs ! d'Alexis Langlois : Léo
- 2020 : Dustin de Naïla Guiguet : Félix

### Télévision
- 2018 : Jonas (téléfilm) de Christophe Charrier : Jonas adulte
- 2019 : Vernon Subutex (série télévisée) de Cathy Verney : Noël

### Clips
- 2020 : La Vita Nuova de Christine and the Queens, réalisé par Colin Solal Cardo : le Faune
- 2025 : La Perle de Bonnie Banane, réalisé par Céline Bischoff et Caroline Honorien[8]

## Distinctions
- 2018 : Prix Louis-Roederer de la révélation de la Semaine de la critique à Cannes pour Sauvage
- 2018 : Valois de l'acteur au Festival du film francophone d'Angoulême pour Sauvage
- 2019 : Lumière de la révélation masculine à la 24e cérémonie des Lumières pour Sauvage
- 2019 : Prix d'interprétation au Festival Queer Kashish de Bombay (Mumbai) pour Sauvage